# Ciclo do supercontinente

Mapa da Pangeia com contornos continentais modernos

O ciclo do supercontinente é a agregação e dispersão quasiperiódica da crosta continental da Terra. Existem várias opiniões sobre se a quantidade de crosta continental está aumentando, diminuindo ou permanecendo a mesma, mas concorda-se que a crosta terrestre está sendo constantemente reconfigurada. Diz-se que um ciclo completo de um supercontinente leva de trezentos a quinhentos milhões de anos. A colisão continental faz continentes cada vez maiores, enquanto o rifting faz continentes mais e menores.

## Descrição

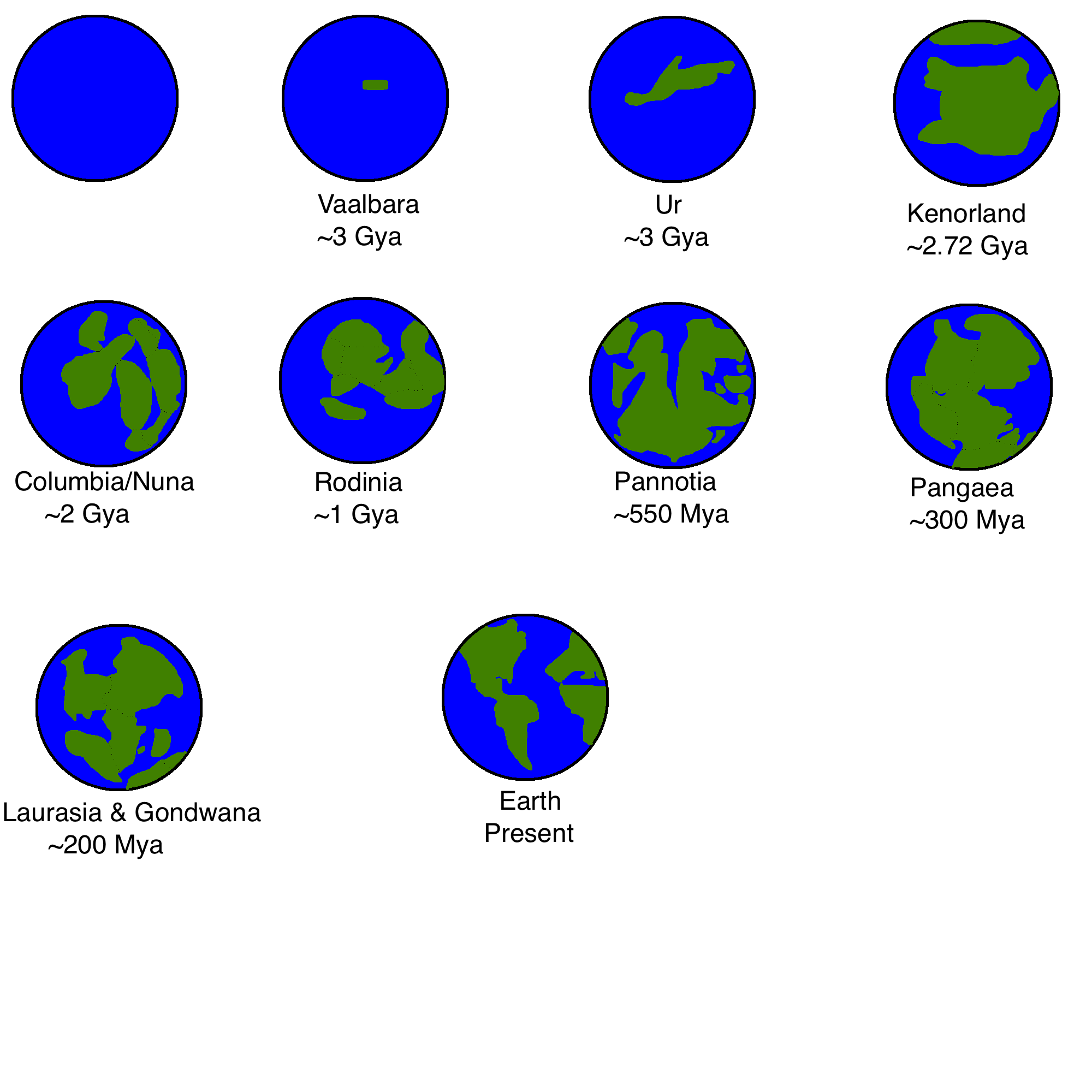
Representação simplificada da série proposta de supercontinentes para os dias modernos

O supercontinente mais recente, Pangeia, formou-se há cerca de trezentos milhões de anos (0,3 Ga). Existem duas visões diferentes sobre a história dos supercontinentes anteriores. A primeira propõe uma série de supercontinentes: Vaalbara (c. 3.6 a c. 2.8 bilhões de anos atrás); Ur (c. 3 bilhões de anos atrás); Kenorland (c. 2.7 a 2.1 bilhões de anos atrás); Colúmbia (c. 1.8 a 1.5 bilhões de anos atrás); Rodínia (c. 1.25 bilhões a 750 milhões de anos atrás); e Panótia (c. 600 milhões de anos atrás), cuja dispersão produziu os fragmentos que finalmente colidiram para formar a Pangeia.
A segunda visão (Protopangea-Paleopangea), baseada em evidências paleomagnéticas e geológicas, é que os ciclos dos supercontinentes não ocorreram antes de cerca de 0.6 Ga (durante o Período Ediacarano). Em vez disso, a crosta continental compreendia um único supercontinente de cerca de 2,7 Ga (giga-ano, ou bilhões de anos atrás) até se separar pela primeira vez, algo em torno de 0,6 Ga. Esta reconstrução é baseada na observação de que, se apenas pequenas modificações periféricas forem feitas na reconstrução primária, os dados mostram que os pólos paleomagnéticos convergiram para posições quase estáticas por longos intervalos entre cerca de 2,7–2,2, 1,5–1,25 e 0,75–0,6 Ga. Durante os períodos intermediários, os pólos parecem ter se conformado a um caminho de desvio polar aparente unificado. Assim, os dados paleomagnéticos são adequadamente explicados pela existência de um único supercontinente Protopangea-Paleopangea com quase-integridade prolongada. A duração prolongada deste supercontinente pode ser explicada pela operação da tectônica das tampas (comparável à tectônica que opera em Marte e Vênus) durante os tempos pré- cambrianos, em oposição às placas tectônicas vistas na Terra contemporânea. No entanto, esta abordagem foi amplamente criticada por se basear na aplicação incorreta de dados paleomagnéticos.
Os tipos de minerais encontrados dentro de diamantes antigos sugerem que o ciclo de formação e ruptura supercontinental começou há cerca de três bilhões de anos (3,0 Ga). Antes de 3,2 bilhões de anos atrás apenas diamantes com composições peridotíticas (comumente encontrados no manto da Terra) se formavam, enquanto que após três bilhões de anos atrás os diamantes eclogíticos (rochas da crosta da superfície da Terra) tornaram-se predominantes. Acredita-se que essa mudança tenha ocorrido quando a subducção e a colisão continental introduziram eclogito em fluidos formadores de diamantes subcontinentais.

O ciclo do supercontinente e o ciclo de Wilson produziram os supercontinentes Rodínia e Pangeia

O hipotético ciclo do supercontinente é sobreposto pelo Ciclo de Wilson, nomeado em homenagem ao pioneiro da tectônica de placas John Tuzo Wilson, que descreve a abertura e o fechamento periódicos de bacias oceânicas a partir de uma única placa rifte. O material mais antigo do fundo do mar encontrado hoje data de apenas 170 milhões de anos, enquanto o material mais antigo da crosta continental encontrado hoje data de quatro bilhões de anos, mostrando a relativa brevidade dos ciclos regionais de Wilson em comparação com o pulso planetário visto no arranjo dos continentes.